# Jerzy Skrzydlewski
Jerzy Ludwik Mieczysław Skrzydlewski (ur. 28 sierpnia 1896 w Zbrudzewie, pow. śremski, zm. wiosną 1940 w Charkowie) – podpułkownik dyplomowany kawalerii Wojska Polskiego, ofiara zbrodni katyńskiej.

## Życiorys
Syn Mieczysława i Zofii z domu Lossow. Jego starszy brat kapitan Tadeusz Skrzydlewski-Watta jest również ofiarą zbrodni katyńskiej zamordowaną w Charkowie. Absolwent gimnazjum humanistycznego w Ettal. Zaczął studia na uniwersytecie w Monachium. W 1915 roku został powołany do armii niemieckiej i wysłany na front. W 1919 roku po dotarciu do Poznania, wstąpił do 1 pułku Ułanów Wielkopolskich (późniejszy 15 pułk ułanów poznańskich). Walczył w wojnie 1920. W 1919 awansowany na porucznika i rotmistrza.
W okresie międzywojennym do 1922 służył w 15 puł. Po ukończeniu w 1924 Wyższej Szkoły Wojennej przydzielony do Dowództwa Okręgu Korpusu Nr I w Warszawie. 30 listopada 1926 został przydzielony do dowództwa 2 Samodzielnej Brygady Kawalerii na stanowisko szefa sztabu. 18 lutego 1928 awansował na majora ze starszeństwem z dniem 1 stycznia 1928 roku i 30. lokatą w korpusie oficerów kawalerii. 27 kwietnia 1929 został przeniesiony do Dowództwa Okręgu Korpusu Nr X w Przemyślu na stanowisko szefa oddziału. 9 grudnia 1932 ogłoszono jego przeniesienie do 13 pułku ułanów wileńskich w Nowej Wilejce na stanowisko zastępcy dowódcy pułku. W 1933 ukończył kurs oficerów sztabowych w Centrum Wyszkolenia Kawalerii w Grudziądzu. W 1936 awansował na podpułkownika. Do sierpnia 1939 roku był szefem sztabu Wileńskiej Brygady Kawalerii w Wilnie.
W czasie kampanii wrześniowej 1939 był szefem sztabu Grupy Operacyjnej Kawalerii Nr 1. Od 12 września w 39 Dywizji Piechoty. Po agresji ZSRR na Polskę w nieznanych okolicznościach dostał się do niewoli sowieckiej i przebywał w obozie w Starobielsku. Wiosną 1940 został zamordowany przez funkcjonariuszy NKWD w Charkowie i pogrzebany w bezimiennej mogile zbiorowej w Piatichatkach, gdzie od 17 czerwca 2000 mieści się oficjalnie Cmentarz Ofiar Totalitaryzmu w Charkowie. Figuruje na Liście Starobielskiej NKWD, pod poz. 3207.

## Upamiętnienie
5 października 2007 minister obrony narodowej Aleksander Szczygło – decyzją nr 439/MON – mianował go pośmiertnie na stopień pułkownika. Awans został ogłoszony 9 listopada 2007 w Warszawie, w trakcie uroczystości „Katyń Pamiętamy – Uczcijmy Pamięć Bohaterów”.

## Awanse
- podporucznik –
- porucznik – 1919
- kapitan – 1919
- major – lipiec 1928
- podpułkownik – 1936

## Ordery i odznaczenia
- Krzyż Srebrny Orderu Virtuti Militari – (nr 3905)
- Krzyż Walecznych – czterokrotnie
- Medal Pamiątkowy za Wojnę 1918-1921 „Polska Swemu Obrońcy”
- Medal Dziesięciolecia Odzyskanej Niepodległości